# 槇山城
槇山城（まきやまじょう）は、福井県福井市小路町・安原町・栃泉町にあった日本の城。別名東郷城（とうごうじょう）・東郷槇山城（とうごうまきやまじょう）。福井市指定史跡。

## 概要
福井市市街地から東南へ約8キロメートル、一乗谷朝倉氏遺跡から尾根続きに西へ約4キロメートルの地点にある海抜122メートルの「槇山」に位置する。通称「城山」とも呼ばれる。隣接する御茸山では多数の古墳が発見された。

## 遺構

### 歴史・沿革
15世紀前半ころ、朝倉氏3代当主朝倉正景が、一条家の荘園である東郷荘を預けられ、東郷下総守を称して居城したのが始まりと伝えられる。朝倉氏宗家が一乗谷に本拠地を移してから出城的位置づけとして整備された。
『古今類聚越前国誌』によると、正景の後は、鳥居兵庫助景近や虎牧弥三左衛門路知が居城したとされる。朝倉氏滅亡後、北庄城主柴田勝家の支配下となる。1584年（天正12年）に豊臣秀吉の配下長谷川秀一に東郷の地が与えられた。秀一は1585年（天正13年）に城郭を築城し、槇山城は全盛期をむかえ、城下町が形成された。
秀一の病死による除封後、北庄城主丹羽長秀の第2子・丹羽長正が槇山城主となって5万石を領有した。その後、長正は関ヶ原の戦いで西軍に属したため（浅井畷の戦いを参照）、関ヶ原の戦い後には領地は没収となり、1601年（慶長6年）結城秀康の越前入国とともに廃城となった。

## その他

### 槇山公園（千畳敷）
槇山城跡の周辺は公園として造園され、アスレチック等の遊具が置かれている。本来の山の自然を生かした植栽や散策路の整備が評価され、福井市が実施している「市景観賞2014」の風景部門賞を受賞した。